# 井長谷村
井長谷村（いながやむら）は、愛知県中島郡にかつてあった村。
現在の稲沢市の一部（儀長・井堀・平和町須ヶ谷）に該当する。
村名は、前身となった村の名から一文字ずつとった合成地名である。

## 歴史
- 1889年（明治22年）10月1日 - 須ヶ谷村、儀長村、井堀村が合併し発足。
- 1906年（明治39年）5月2日 - 井長谷村の一部（旧・須ヶ谷村）が分割され、六輪村、左右川村、三宅村と合併。平和村発足。
- 1906年（明治39年）5月10日 - 分割され消滅。
  - 旧・井堀村は、実田村、吉田村、豊田村、三宅村、及び大江村の一部と合併し、千代田村となる。
  - 旧・儀長村は、片原一色村、国分村、光郷村、西島村と合併し、明治村となる。